# Корнель Городиський
Корнель Городиський гербу Корчак (пол. Kornel Horodyski; 2 березня 1827 — 11 лютого 1898) — польський зем'янин, посол до Галицького крайового сейму, власник маєтків у Галичині, зокрема, у Колиндянах, Трибухівцях та Товстенькому. Батько художника Францішка, дід скульпторки Ядвіґи Городиських.

## Біографія
Народився в польській шляхетській родині, був сином власника села Бабинці Діонизія Городиського (пом. 1850). Мав братів: Віктора (нар. 1826) і Оскара (нар. 1830) та сестер: Юлію, дружину Героніма Кунашовського, Гелену, дружину Здзіслава Уєйського і Сильвію, дружину Маріана Козицького. 
Навчався у Терезіанській академії у Відні (1838—1852). 
На 1876 рік був членом львівського Товариства любителів витончених мистецтв (Towarzystwa Przyjaciół Sztuk Pięknych).
Член повітової ради (1883—1897) і повітового відділу (1884—1890) в Чорткові. 
Посол до Галицького сейму VI каденції (1889—1894). 
Був послом до австрійської Палати Панів VIII скликання (11 листопада 1895 — 22 січня 1897) та IX скликання (27 березня 1897 — 11 лютого 1898), здобувши мандат посла в сільській курії округу Бучач—Чортків—Теребовля, перемігши Юліана Романчука (272 голоси за проти 169 з 441). В парламенті належав до групи консерваторів (подоляків) в Польському Колі. 
Помер після недовготривалої хвороби. Похований разом із дружиною Леонією Гарниш у родинній каплиці в Колиндянах.
В шлюбі з дружиною виховали чотирьох синів: Леона (1868—1927),
Францішка (1871—1935), Людвіка (нар. 1872) та Пйотра (нар. 1875).